# Electric Rudeboyz
Electric Rudeboyz – polska grupa wykonująca muzykę z pogranicza gatunków drum’n’bass, breakbeat, electro i hip-hop. Powstała w 1998 roku w Szczecinie z inicjatywy Oreu i Calvina. Po 2001 roku projekt został zarzucony.

## Historia
W początkowym okresie działalności grupa koncertowała w lokalnych klubach, Oreu jako MC i Calvin jako DJ. Następnie skład uzupełnił DJ Badkarma. Pierwsze utwory "Rzeczywistość" i "Znowu Lato" powstały w latach 1998 i 1999 jako materiał demonstracyjny nowego projektu. Po podpisaniu kontraktu płytowego z polskim EMI Music Poland wiosną 2000 roku. Ścieżki wokalne do pozostałych utworów zostały zarejestrowane w okresie od listopada do grudnia 2000 r. w szczecińskim studiu należącym do Marcina Macuka. Cała muzyka została wyprodukowana w domowym studio w pokoju Oreu, w domu jego rodziców.
Taśma "matka" z gotowym materiałem na album była gotowa i przyjęta przez wytwórnię w lutym 2001. Premiera odbyła się 12 maja 2001. Rok później album został nominowany do nagrody polskiego przemysłu fonograficznego Fryderyk 2001 w kategorii – Album Roku Hip-Hop.

## Dyskografia
Albumy
| Tytuł        | Dane dot. albumu                                            |
| ------------ | ----------------------------------------------------------- |
| Kolejny krok | - Data: 12 maja 2001 - Wydawca: BAZA Lebel/EMI Music Poland |

Single
| Tytuł          | Rok  | Pozycja na liście | Album        |
| Tytuł          | Rok  | SLiP              | Album        |
| -------------- | ---- | ----------------- | ------------ |
| "Nie ma lekko" | 2001 | 27                | Kolejny krok |
| "Znowu lato"   | 2001 | 26                | Kolejny krok |

## Teledyski
| Tytuł          | Rok  | Album        | Źródło |
| -------------- | ---- | ------------ | ------ |
| "Nie ma lekko" | 2001 | Kolejny krok | [ 7 ]  |
| "Znowu lato"   | 2001 | Kolejny krok | [ 8 ]  |

## Nagrody i wyróżnienia
| Rok  | Kategoria                     | Nagroda   | Uwagi     | Źródło |
| ---- | ----------------------------- | --------- | --------- | ------ |
| 2001 | Inna energia ("Nie ma lekko") | Yach Film | Nominacja | [ 9 ]  |
| 2001 | Album Roku Hip-Hop            | Fryderyk  | Nominacja | [ 3 ]  |